# Criniger
Criniger är ett fågelsläkte i familjen bulbyler inom ordningen tättingar med fem arter som förekommer i Afrika söder om Sahara:
- Västlig skäggbulbyl (C. barbatus)
- Östlig skäggbulbyl (C. chloronotus)
- Roststjärtad skäggbulbyl (C. calurus)
- Vitstrupig skäggbulbyl (C. ndussumensis)
- Gulstrupig skäggbulbyl (C. olivaceus)